# Drujeliubivka, Solone
Drujeliubivka (în ucraineană Дружелюбівка) este un sat în așezarea urbană Novopokrovka din raionul Solone, regiunea Dnipropetrovsk, Ucraina.

## Demografie
Componența lingvistică a localității Drujeliubivka
     Ucraineană (98,55%)
     Rusă (1,45%)
Conform recensământului din 2001, majoritatea populației localității Drujeliubivka era vorbitoare de ucraineană (98,55%), existând în minoritate și vorbitori de rusă (1,45%).